# سيدريك سوندرز
سيدريك سوندرز (بالإنجليزية: Cedric Saunders)‏ هو لاعب كرة قدم أمريكية أمريكي، ولد في 30 سبتمبر 1972.